# Maxim Rysanov

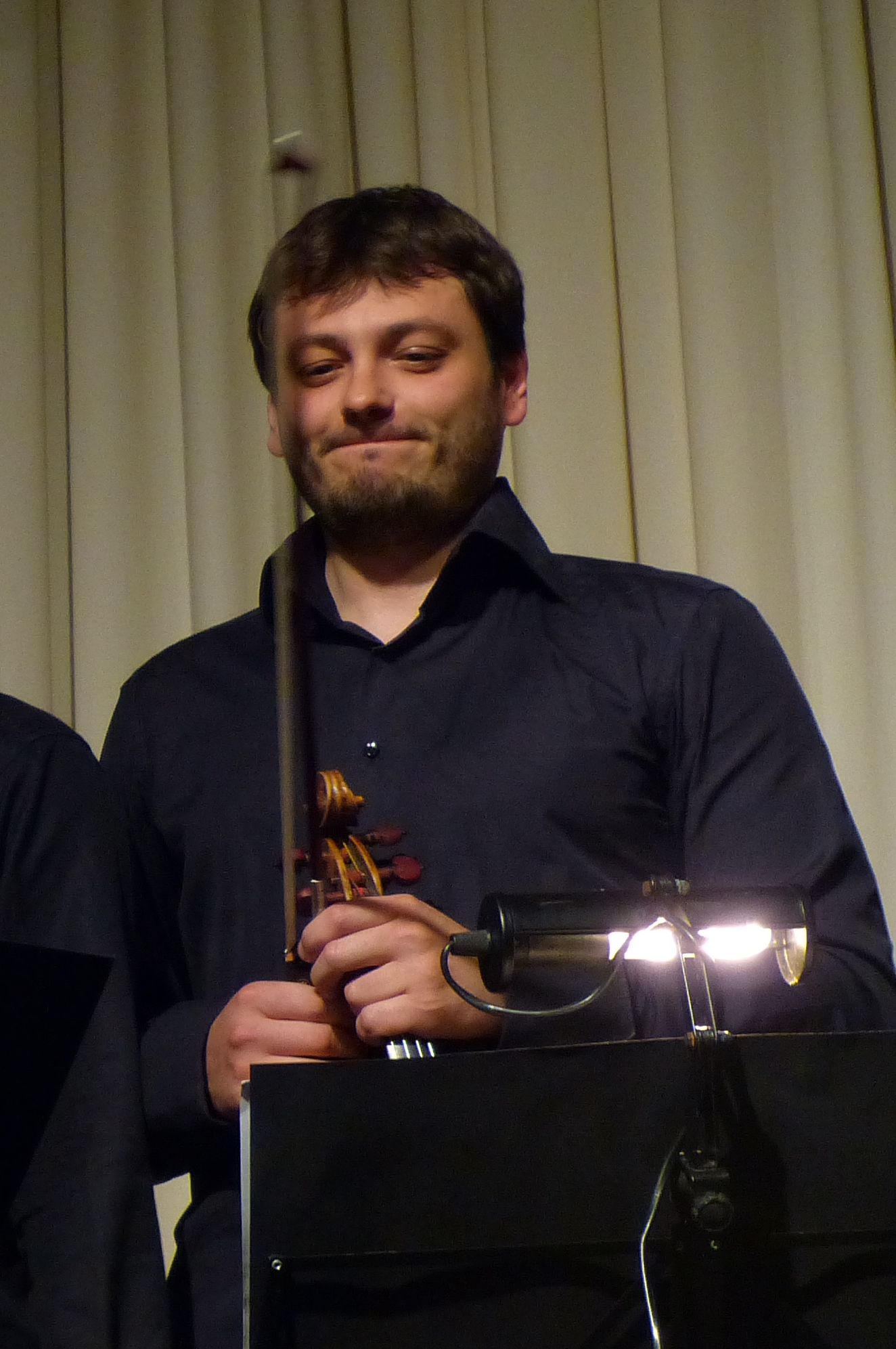
Maxim Rysanov

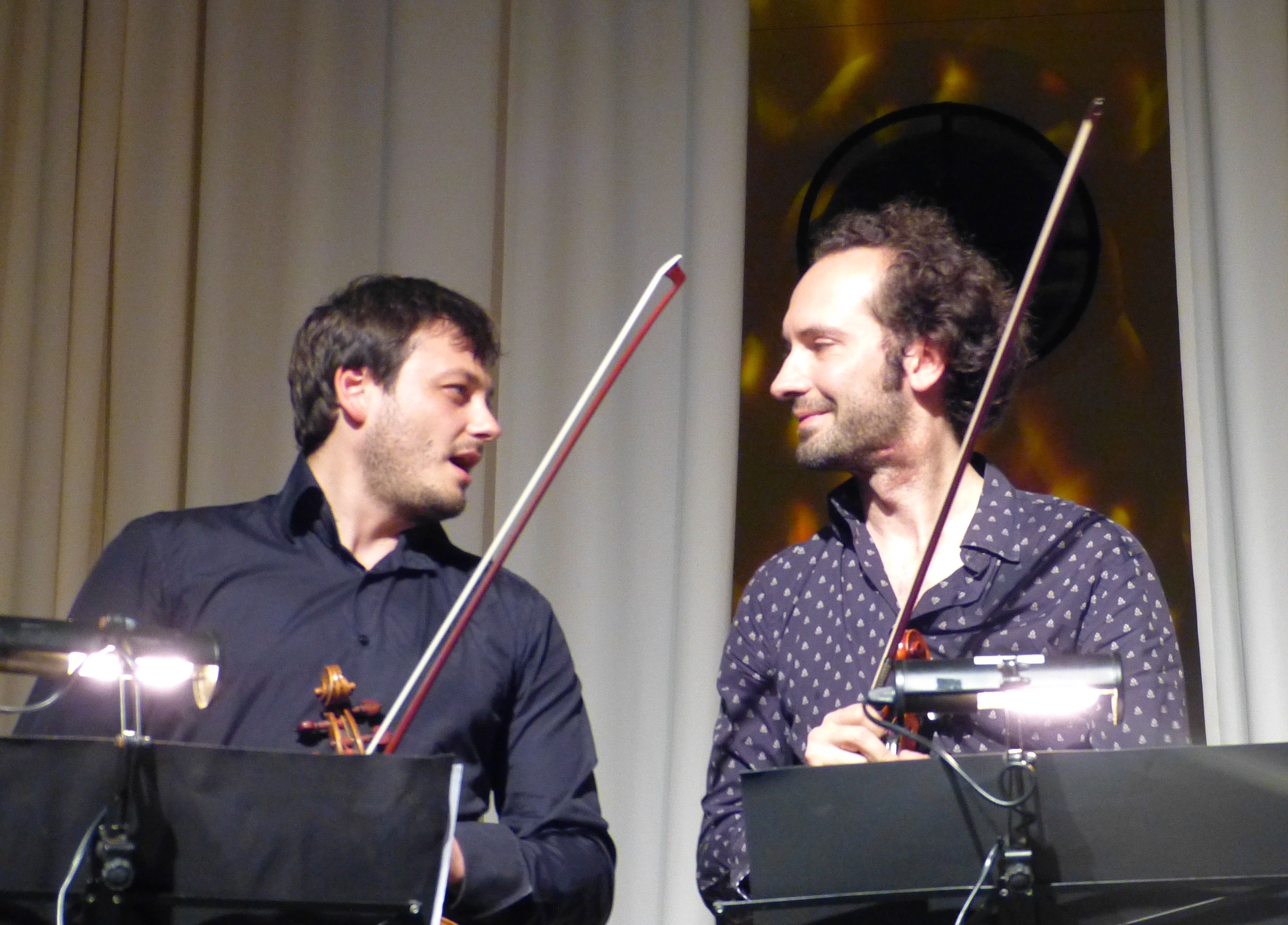
Maxim Rysanov an einem Konzert im Jahr 2012

Maxim Rysanov (* 1978 in Kramatorsk) ist ein ukrainischer, in England wohnhafter Bratschist und Dirigent.

## Biografie
Rysanov besuchte die Moskauer Zentrale Musikschule am Moskauer Konservatorium in der Klasse von Maria Il'nitschna Sitkovskaja. Später studierte er an der Guildhall School of Music and Drama bei John Glickman.

## Preise
Rysanov gewann den Bucci-Wettbewerb 1995 in Rom, den GSMD-Wettbewerb in London im Jahr 2000; er ist Preisträger am Jugendmusikwettbewerb in Wolgograd im Jahr 1995, beim Haverhill-Wettbewerb 1999 und am Lionel-Tertis-Bratschenwettbewerb im Jahr 2003 sowie am CIEM-Wettbewerb in Genf 2004.